# Mirkovo
Mirkovo (bulgariska: Мирково) är en ort i Bulgarien. Den ligger i kommunen obsjtina Mirkovo och regionen Sofijska oblast, i den centrala delen av landet, 50 km öster om huvudstaden Sofia. Mirkovo ligger 725 meter över havet och antalet invånare är 1 882.
Terrängen runt Mirkovo är lite bergig. Närmaste större samhälle är Zlatitsa, 12,4 km öster om Mirkovo.
Trakten runt Mirkovo består till största delen av jordbruksmark. Runt Mirkovo är det ganska glesbefolkat, med 25 invånare per kvadratkilometer.